# Mesoleptus gracillimus
Mesoleptus gracillimus là một loài tò vò trong họ Ichneumonidae.